# Abraham Hoffman
Abraham Hoffman (in ebraico אברהם הופמן‎?; 2 ottobre 1938 – 26 aprile 2015) è stato un cestista israeliano.

## Carriera
Con Israele ha partecipato a quattro edizioni dei Campionati europei (1961, 1963, 1965, 1967).

## Palmarès
- Campionato israeliano: 3

Maccabi Tel Aviv: 1963-64, 1966-67, 1967-68
- Coppa di Israele: 3

Maccabi Tel Aviv: 1963-64, 1964-65, 1965-66